# Alaudala
A Calandrella a madarak osztályának verébalakúak (Passeriformes) rendjébe és a pacsirtafélék (Alaudidae) családjába tartozó nem. Ezeket a fajokat egyes szervezetek a Calandrella nembe soroltak.

## Rendszerezésük
A nemet Johann Jakob Kaup írta le 1829-ben, az alábbi fajok tartoznak ide:
- Alaudala athensis vagy Calandrella athensis
- góbi szikipacsirta (Alaudala cheleensis vagy Calandrella cheleensis)
- Alaudala raytal vagy Calandrella raytal
- csíkos szikipacsirta (Alaudala rufescens vagy Calandrella rufescens)
- Alaudala somalica vagy Calandrella somalica